# Mariä Verkündigung (Fichtelberg)

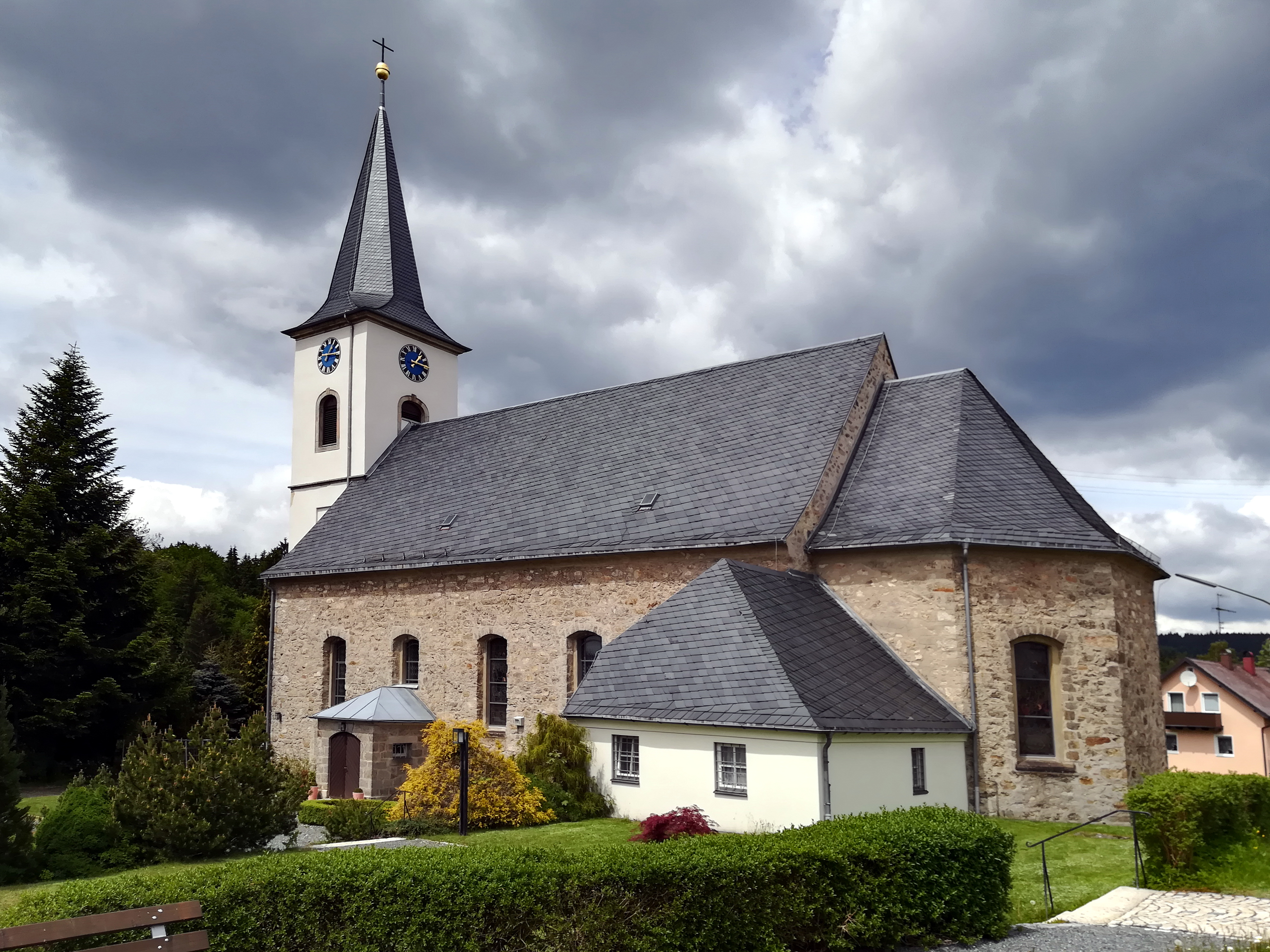
Mariä Verkündigung (Fichtelberg)

Die römisch-katholische Pfarrkirche Mariä Verkündigung, auch Bergamtskirche genannt, ist ein denkmalgeschütztes Kirchengebäude in Fichtelberg im Landkreis Bayreuth (Oberfranken, Bayern). Das Bauwerk ist unter der Denkmalnummer D-4-72-138-1 als Baudenkmal in der Bayerischen Denkmalliste eingetragen. Die Pfarrkirche gehört zum Dekanat Tirschenreuth-Wunsiedel in der Region VIII des Bistums Regensburg. Ihr Grundstein wurde am 11. Juni 1708 gelegt, und sie wurde am 24. August 1711 von Albert Ernst von Wartenberg konsekriert.

## Beschreibung
Die Saalkirche besteht aus einem Langhaus, einem eingezogenen, dreiseitig abgeschlossenen Chor im Osten, beide aus Bruchsteinen, und einem verputzten Kirchturm im Westen. Sein oberstes Geschoss, das die Turmuhr und den Glockenstuhl beherbergt, und den achtseitigen, schiefergedeckten, spitzen Helm erhielt er erst 1771. An die Südseite des Chors wurde die verputzte Sakristei angebaut. Die Kirchenausstattung ist bis auf den 1730 bis 1740 gebauten Hochaltar neobarock.